# Aarón Guerrero
Aarón Guerrero Rodríguez (Madrid, 10 de noviembre de 1986) es un actor español de televisión.

## Biografía
Hijo del guionista y actor de doblaje Paco Guerrero, debuta ante las cámaras con tan sólo siete años en la serie de Antena 3 Canguros.
Sin embargo, su gran popularidad se la debe a la serie familiar Médico de familia de Telecinco, en la que interpretó a Chechu, el hijo de Nacho Martín (interpretado por Emilio Aragón) durante sus nueve temporadas ininterrumpidamente. Graba en 1998 el disco titulado Mucha experiencia, aprovechando el tirón entre el público de su personaje en dicha serie. El contenido soez del disco le cerró no pocas puertas. Tras la cancelación de la serie, presentó también en Telecinco, el programa infantil Pokémania'.
En 2002 se incorporó a otra de las series de mayor éxito en España, en este caso en TVE, Ana y los 7 (2002-2005), dando vida al adolescente Nando y en él igualmente se benefició de la popularidad y de los elevados índices de audiencia. Tras finalizar la serie se centró en el mundo del teatro participando en 2008 con un pequeño cameo en la serie de Telecinco Yo soy Bea. También hizo una aparición en Sé lo que hicisteis y participó en un especial sobre Médico de familia en el programa Qué tiempo tan feliz. 
Desde 2009 regenta en Madrid el restaurante "Alta Costura" del que pasó a abrir, en 2013, un nuevo restaurante "Gastrobar". Posteriormente, en enero de 2016, abrió con otros dos socios un restaurante dedicado a la cocina del sur denominado "La Malaje".
En julio de 2021 aparece en el programa de Telemadrid, Toc Toc.
En 2021, tras más de cinco años juntos, se casó con su pareja Salomé Gadea, quien se dedica al interiorismo. En 2017 la pareja tiene a su primer hijo, llamado Beltrán.

## Filmografía

### Televisión
| Series de Televisión | Series de Televisión | Series de Televisión     | Series de Televisión |
| Año                  | Título               | Papel                    | Notas                |
| -------------------- | -------------------- | ------------------------ | -------------------- |
| 1994                 | Canguros             | Pablo                    |                      |
| 1995 - 1999          | Médico de familia    | Chechu Martín Sóller     | 119 Capítulos        |
| 1998                 | Periodistas          | Chechu Martín Sóller     | 1 Capítulo           |
| 2002 - 2005          | Ana y los 7          | Fernando "Nando" Hidalgo | 91 Capítulos         |
| 2008                 | Yo soy Bea           | Marco Antonio            | 3 Capítulos          |

### Programas
| Programa    | Programa               | Programa    | Programa |
| Año         | Título                 | Papel       |          |
| ----------- | ---------------------- | ----------- | -------- |
| 2000 - 2001 | Pokémania              | Presentador |          |
| 2006        | ¡Mira quién baila!     | Concursante |          |
| 2006        | Pasapalabra            | Concursante |          |
| 2006        | Furor                  | Concursante |          |
| 2006        | Lo Más                 | Jurado      |          |
| 2011 - 2012 | ¡Que tiempo tan feliz! | Invitado    |          |
| 2013        | Tenemos que hablar     | Especial    |          |
| 2014        | ¡Mira quién salta!     | Concursante |          |
| 2017        | Snacks de tele         | Invitado    |          |
| 2017        | Mad in Spain           | Tertuliano  |          |
| 2018        | Mi casa es la tuya     | Invitado    |          |